# Applicazione a 16 bit
Un'applicazione 16 bit è un software che all'inizio girava su Intel 8088 e Intel 80286, due microprocessori a 16 bit prodotti intorno agli anni '80. Queste applicazioni usano una rappresentazione degli indirizzi di memoria a 16, 20 o 24 bit (vedi anche segmento di memoria) per estendere la gamma di indirizzi dietro la quale era possibile usare solo indirizzi a 16 bit. I programmi che contenevano più di {\displaystyle 2^{16}} byte (o 64 kilobyte) di dati e istruzioni avevano bisogno di speciali routine in grado di passare da un segmento a un altro, incrementando i problemi relativi alla programmazione.
Questi software a 16 bit funzionano ancora sulle macchine più recenti che sono a 32 o a 64 bit grazie alla modalità di lavoro del processore detta Virtual 8086 Mode. Visto che il BIOS è scritto in 16 bit, le applicazioni che utilizzano gli interrupt del BIOS devono necessariamente girare in Modalità Virtuale. I software per MS-DOS e per le prime versioni di Windows erano a 16 bit.
Attualmente il codice a 16 bit è molto utilizzato in ambienti con microprocessori come i PIC, i 68000 o i ColdFire.